# Espinosa de Cervera
Espinosa de Cervera là một đô thị trong tỉnh Burgos, Castile và León, Tây Ban Nha. Theo điều tra dân số 2004 (INE), đô thị này có dân số là 99 người.